# Liste der Stolpersteine in Frechen
Die Liste der Stolpersteine in Frechen enthält die Stolpersteine, die im Rahmen des gleichnamigen Kunst-Projekts von Gunter Demnig in Frechen verlegt wurden. Mit ihnen soll an die Opfer des Nationalsozialismus erinnert werden, die in Frechen lebten und wirkten.

## Liste der Stolpersteine
| Name                    | Adresse                                    | Bild | Inschrift | Verlegedatum  | Biografie und Anmerkungen |
| ----------------------- | ------------------------------------------ | --- | --- | ------------- | --- |
| Moritz Lippmann         | Breite Straße 18 ·                         | Stolperstein für Moritz Lippmann (Breite Straße 18) | Hier wohnte Moritz Lippmann Jg. 1861 deportiert 1942 Theresienstadt ermordet                                                             | 20. Dez. 2010 | |
| Henriette Lippmann      | Breite Straße 18 ·                         | Stolperstein für Henriette Lippmann (Breite Straße 18) | Hier wohnte Henriette Lippmann geb. Harroch Jg. 1884 deportiert 1942 Theresienstadt ermordet                                             | 20. Dez. 2010 | |
| Martha Lippmann         | Breite Straße 18 ·                         | Stolperstein für Martha Lippmann (Breite Straße 18) | Hier wohnte Martha Lippmann geb. Isaak Jg. 1898 deportiert 1941 Łodz ermordet                                                            | 20. Dez. 2010 | ein weiterer Stolperstein für Martha Lippmann wurde vor dem Haus Brabanter Straße 18 in Köln verlegt                                      |
| Hermann Julius Lippmann | Breite Straße 18 ·                         | Stolperstein für Hermann Julius Lippmann (Breite Straße 18) | Hier wohnte Hermann Julius Lippmann Jg. 1928 deportiert 1941 Łodz ermordet                                                               | 20. Dez. 2010 | auch Hermann Julius Josef Lippmann; ein weiterer Stolperstein für Hermann Lippmann wurde vor dem Haus Brabanter Straße 18 in Köln verlegt |
| Josef Lippmann          | Breite Straße 18 ·                         | Stolperstein für Josef Lippmann (Breite Straße 18) | Hier wohnte Josef Lippmann Jg. 1899 unfreiwillig verzogen 1938 Köln Zwangsarbeit 1940 Hochkirchen ermordet 6.5.1940                      | 16. Okt. 2013 | ein weiterer Stolperstein für Josef Lippmann wurde vor dem Haus Brabanter Straße 18 in Köln verlegt                                       |
| Isaak Voos              | Freiheitsring 1b · oder Freiheitsring 16 · | Bild gesucht Der Benutzer GeorgDerReisende ( Diskussion ) wünscht sich an dieser Stelle ein Bild vom Ort mit diesen Koordinaten 50.913382 6.813156 . Motiv: Freiheitsring 1b: Stolpersteine für Familie Isaak Voos, die Lage und das Haus Falls du dabei helfen möchtest, erklärt die Anleitung , wie das geht. BW                     | Hier wohnte Isaak Voos Jg. 1871 deportiert 1941 Riga ermordet                                                                            | 20. Dez. 2010 | |
| Helene Voos             | Freiheitsring 1b · oder Freiheitsring 16 · | Stolperstein für Helene Voos (Freiheitsring 16) | Hier wohnte Helene Voos geb. Simon Jg. 1874 deportiert 1941 Riga ermordet                                                                | 20. Dez. 2010 | |
| Hedwig Voos             | Freiheitsring 1b · oder Freiheitsring 16 · | Stolperstein für Hedwig Voos (Freiheitsring 16) | Hier wohnte Hedwig Voos Jg. 1909 deportiert 1941 Riga ermordet                                                                           | 20. Dez. 2010 | |
| Esther Voos             | Freiheitsring 1b · oder Freiheitsring 16 · | Stolperstein für Esther Voos (Freiheitsring 16) | Hier wohnte Esther Voos Jg. 1929 deportiert 1941 Riga ermordet                                                                           | 20. Dez. 2010 | |
| Johanna Cremer          | Freiheitsring 51 ·                         | Stolperstein für Johanna Cremer (Freiheitsring 51) | Hier wohnte Johanna Cremer geb. Voos Jg. 1891 deportiert Theresienstadt ermordet 11.2.1945                                               | 20. Dez. 2010 | |
| Sylvia Klara Simons     | Hauptstraße 26 ·                           | Stolperstein für Sylvia Klara Simons (Hauptstraße 26) | Hier wohnte Sylvia Klara Simons geb. Samuel Jg. 1910 deportiert 1942 Minsk ermordet                                                      | 3. Apr. 2009  | |
| Karoline Samuel         | Hauptstraße 28 ·                           | Stolperstein für Karoline Samuel (Hauptstraße 28) | Hier wohnte Karoline Samuel Jg. 1899 deportiert 1941 Łodz ermordet                                                                       | 3. Apr. 2009  | |
| Alfred Schwarz          | Hauptstraße 74 ·                           | Bild gesucht Der Benutzer GeorgDerReisende ( Diskussion ) wünscht sich an dieser Stelle ein Bild vom Ort mit diesen Koordinaten 50.909806 6.810798 . Motiv: Hauptstraße 74: Stolpersteine für Familie Schwarz, die Lage und das Haus Falls du dabei helfen möchtest, erklärt die Anleitung , wie das geht. BW                          | Hier wohnte Alfred Schwarz Jg. 1898 deportiert 1942 Minsk ermordet                                                                       | 20. Dez. 2010 | |
| Edith Eva Schwarz       | Hauptstraße 74 ·                           | Bild gesucht Die Wikipedia wünscht sich an dieser Stelle ein Bild vom hier behandelten Ort. Falls du dabei helfen möchtest, erklärt die Anleitung , wie das geht. BW | Hier wohnte Edith Eva Schwarz geb. Levi Jg. 1889 deportiert 1942 Minsk ermordet                                                          | 20. Dez. 2010 | |
| Robert Andreas Schwarz  | Hauptstraße 74 ·                           | Bild gesucht Die Wikipedia wünscht sich an dieser Stelle ein Bild vom hier behandelten Ort. Falls du dabei helfen möchtest, erklärt die Anleitung , wie das geht. BW | Hier wohnte Robert Andreas Schwarz Jg. 1933 deportiert 1942 Minsk ermordet                                                               | 20. Dez. 2010 | |
| Bernhard Cohnen         | Hauptstraße 83 ·                           | Bild gesucht Der Benutzer GeorgDerReisende ( Diskussion ) wünscht sich an dieser Stelle ein Bild vom Ort mit diesen Koordinaten 50.90985 6.809718 . Motiv: Hauptstraße 83: Stolpersteine für das Ehepaar Cohnen, die Lage und das Haus Falls du dabei helfen möchtest, erklärt die Anleitung , wie das geht. BW                        | Hier wohnte Bernhard Cohnen Jg. 1881 deportiert 1942 Minsk ermordet                                                                      | 3. Apr. 2009  | |
| Amalie Cohnen           | Hauptstraße 83 ·                           | Bild gesucht Die Wikipedia wünscht sich an dieser Stelle ein Bild vom hier behandelten Ort. Falls du dabei helfen möchtest, erklärt die Anleitung , wie das geht. BW | Hier wohnte Amalie Cohnen geb. Mayer Jg. 1880 deportiert 1942 Minsk ermordet                                                             | 3. Apr. 2009  | |
| Eva Voos                | Hauptstraße 84 ·                           | Stolperstein für Eva Voos (Hauptstraße 84) | Hier wohnte Eva Voos geb. Lippmann Jg. 1871 deportiert 1941 Łodz ermordet                                                                | 3. Apr. 2009  | |
| Rosalia Voos            | Hauptstraße 84 ·                           | Stolperstein für Rosalia Voos (Hauptstraße 84) | Hier wohnte Rosalia Voos geb. Lippmann Jg. 1896 deportiert 1941 Łodz ermordet                                                            | 3. Apr. 2009  | |
| Bernhard Voos           | Hauptstraße 84 ·                           | Stolperstein für Bernhard Voos (Hauptstraße 84) | Hier wohnte Bernhard Voos Jg. 1919 deportiert 1941 Łodz ermordet                                                                         | 3. Apr. 2009  | |
| Adolf Voos              | Hauptstraße 84 ·                           | Stolperstein für Adolf Voos (Hauptstraße 84) | Hier wohnte Adolf Voos Jg. 1922 deportiert 1941 Łodz ermordet                                                                            | 3. Apr. 2009  | |
| Elise Winter            | Hauptstraße 103 ·                          | Stolperstein für Elise Winter (Hauptstraße 103) | Hier wohnte Elise Winter Jg. 1892 deportiert 1941 Łodz ermordet                                                                          | 3. Apr. 2009  | |
| Babetta Kaufmann        | Hauptstraße 148 ·                          | Stolperstein für Babetta Kaufmann (Hauptstraße 148) | Hier wohnte Babetta Kaufmann geb. Schwab Jg. 1881 deportiert 1941 Łodz ermordet                                                          | 20. Dez. 2010 | |
| Moritz Kaufmann         | Hauptstraße 152 ·                          | Stolperstein für Moritz Kaufmann (Hauptstraße 152) | Hier wohnte Moritz Kaufmann Jg. 1877 deportiert 1941 Riga ermordet                                                                       | 20. Dez. 2010 | |
| Berta Kaufmann          | Hauptstraße 152 ·                          | Stolperstein für Berta Kaufmann (Hauptstraße 152) | Hier wohnte Berta Kaufmann geb. Kaiser Jg. 1889 deportiert 1941 Riga ermordet                                                            | 20. Dez. 2010 | |
| Max Günther Kaufmann    | Hauptstraße 152 ·                          | Stolperstein für Max Günther Kaufmann (Hauptstraße 152) | Hier wohnte Max Günther Kaufmann Jg. 1922 deportiert 1941 Riga ermordet 1942 im KZ Salaspils                                             | 20. Dez. 2010 | |
| Moritz Denny Meyer      | Hauptstraße 156 ·                          | Stolperstein für Moritz Meyer (Hauptstraße 156) | Hier wohnte Moritz Meyer Jg. 1877 deportiert 1943 Auschwitz ermordet                                                                     | 20. Dez. 2010 | |
| Albert Billig           | Hauptstraße 158 ·                          | Stolperstein für Albert Billig (Hauptstraße 158) | Hier wohnte Albert Billig Jg. 1876 deportiert 1942 Theresienstadt ???                                                                    | 20. Dez. 2010 | |
| Rosalie Billig          | Hauptstraße 158 ·                          | Stolperstein für Rosalie Billig (Hauptstraße 158) | Hier wohnte Rosalie Billig geb. Meyer Jg. 1881 deportiert 1942 Theresienstadt ???                                                        | 20. Dez. 2010 | |
| Karl Norman Hess        | Hauptstraße 158 ·                          | Stolperstein für Karl Norman Hess (Hauptstraße 158) | Hier wohnte Karl Norman Hess Jg. 1900 deportiert 1941 Riga ermordet                                                                      | 20. Dez. 2010 | |
| Erna Mendel             | Hauptstraße 158 ·                          | Stolperstein für Erna Mendel (Hauptstraße 158) | Hier wohnte Erna Mendel geb. Billig Jg. 1905 deportiert 1944 Auschwitz ermordet                                                          | 20. Dez. 2010 | |
| Albert Simons           | Hauptstraße 158 ·                          | Stolperstein für Albert Simons (Hauptstraße 158) | Hier wohnte Albert Simons Jg. 1902 deportiert Łodz ???                                                                                   | 20. Dez. 2010 | |
| Sarah Levi              | Hauptstraße 160 · oder Hauptstraße 162     | Stolperstein für Sarah Levi (Hauptstraße 160) | Hier wohnte Sarah Levi geb. Ehrlich Jg. 1859 deportiert 1942 Theresienstadt ermordet                                                     | 20. Dez. 2010 | |
| Emma Levi               | Hauptstraße 160 · oder Hauptstraße 162     | Stolperstein für Emma Levi (Hauptstraße 160) | Hier wohnte Emma Levi Jg. 1877 deportiert 1941 Riga ermordet                                                                             | 20. Dez. 2010 | |
| Rosa Levi               | Hauptstraße 160 · oder Hauptstraße 162     | Stolperstein für Rosa Levi (Hauptstraße 160) | Hier wohnte Rosa Levi geb. Cohn Jg. 1895 deportiert ???                                                                                  | 20. Dez. 2010 | |
| Bertha Meyer            | Hauptstraße 195 · oder Hauptstraße 197     | Stolperstein für Bertha Meyer (Hauptstraße 195) | Hier wohnte Bertha Meyer Jg. 1865 deportiert 1942 Theresienstadt ermordet                                                                | 20. Dez. 2010 | |
| Richard Hermann         | Hauptstraße 195 · oder Hauptstraße 197     | Stolperstein für Richard Hermann (Hauptstraße 195) | Hier wohnte Richard Hermann Jg. 1935 deportiert 1941 Łodz/Litzmannstadt ermordet                                                         | 20. Dez. 2010 | |
| Hugo Hermann            | Hauptstraße 195 · oder Hauptstraße 197     | Stolperstein für Hugo Hermann (Hauptstraße 195) | Hier wohnte Hugo Hermann Jg. 1890 deportiert 1941 Łodz/Litzmannstad 1942 Chełmno/Kulmhof ermordet                                        | 20. Dez. 2010 | |
| Helena Levi             | Hauptstraße 200 ·                          | Bild gesucht Der Benutzer GeorgDerReisende ( Diskussion ) wünscht sich an dieser Stelle ein Bild vom Ort mit diesen Koordinaten 50.908929 6.802341 . Motiv: Hauptstraße 200: Stolpersteine für Helena Levi und das Ehepaar Ludwig Voos, die Lage und das Haus Falls du dabei helfen möchtest, erklärt die Anleitung , wie das geht. BW | Hier wohnte Helena Levi Jg. 1867 deportiert 1942 Theresienstadt ???                                                                      | 20. Dez. 2010 | |
| Ludwig Voos             | Hauptstraße 200 ·                          | Stolperstein für Hugo Hermann (Hauptstraße 195) | Hier wohnte Ludwig Voos Jg. 1914 deportiert 1941 ermordet 1942 im KZ Salaspils                                                           | 20. Dez. 2010 | |
| Edith Voos              | Hauptstraße 200 ·                          | Stolperstein für Hugo Hermann (Hauptstraße 195) | Hier wohnte Edith Voos Jg. 1911 deportiert 1941 Riga ermordet                                                                            | 20. Dez. 2010 | |
| Emma Baruch             | Heinrichstraße 14 ·                        | Stolperstein für Hugo Hermann (Heinrichstraße 14) | Hier wohnte Emma Baruch geb. Seligmann Jg. 1884 deportiert 1942 Minsk ermordet                                                           | 20. Dez. 2010 | |
| Henny Koch              | Heinrichstraße 14 ·                        | Stolperstein für Henny Koch (Heinrichstraße 14) | Hier wohnte Henny Koch geb. Baruch Jg. 1912 deportiert 1942 Minsk ermordet                                                               | 20. Dez. 2010 | |
| Reha Koch               | Heinrichstraße 14 ·                        | Stolperstein für Reha Koch (Heinrichstraße 14) | Hier wohnte Reha Koch Jg. 1942 deportiert 1942 Minsk ermordet                                                                            | 20. Dez. 2010 | |
| Manfred Koch            | Heinrichstraße 14 ·                        | Stolperstein für Manfred Koch (Heinrichstraße 14) | Manfred Koch Jg. 1911 deportiert 1942 Maly Trostinec ermordet                                                                            | 20. Dez. 2010 | |
| Frieda Schnog           | Heinrichstraße 14 ·                        | Stolperstein für Frieda Schnog (Heinrichstraße 14) | Hier wohnte Frieda Schnog geb. Baruch Jg. 1913 deportiert 1942 Minsk ermordet                                                            | 20. Dez. 2010 | |
| Heinrich Bühr           | Keimesstraße 39 ·                          | Stolperstein für Heinrich Bühr (Keimesstraße 39) | Hier wohnte Heinrich Bühr Jg. 1901 im Widerstand verhaftet 1933 gefoltert von SS tot an Folgen 25.7.1933 Gefängniskrankenhaus Düsseldorf | 20. Dez. 2010 | |
| Max Abraham             | Klarengrundstraße 2 ·                      | Stolperstein für Max Abraham (Klarengrundstraße 2) | Hier wohnte Max Abraham Jg. 1892 deportiert 1941 Riga ermordet                                                                           | 20. Dez. 2010 | |
| Elfriede Abraham        | Klarengrundstraße 2 ·                      | Stolperstein für Elfriede Abraham (Klarengrundstraße 2) | Hier wohnte Elfriede Abraham geb. Winter Jg. 1891 deportiert 1941 Riga ermordet                                                          | 20. Dez. 2010 | |
| Max Liff                | Kölner Straße 9 ·                          | Stolperstein für Max Liff (Kölner Straße 9) | Hier wohnte Max Liff Jg. 1885 deportiert 1942 ermordet in Auschwitz                                                                      | 20. Dez. 2010 | |
| Jutta Liff              | Kölner Straße 9 ·                          | Stolperstein für Jutta Liff (Kölner Straße 9) | Hier wohnte Jutta Liff geb. Leiser Jg. 1896 deportiert 1942 ermordet in Auschwitz                                                        | 20. Dez. 2010 | |
| Berthold Liff           | Kölner Straße 9 ·                          | Stolperstein für Berthold Liff (Kölner Straße 9) | Hier wohnte Berthold Liff Jg. 1922 deportiert 1942 ermordet in Auschwitz                                                                 | 20. Dez. 2010 | |